# کی شیباتا
کی شیباتا (ژاپنی: 柴田 峡؛ زادهٔ ۸ دسامبر ۱۹۶۵) یک بازیکن فوتبال اهل ژاپن است.
کی شیباتا در تیم‌هایی همچون باشگاه فوتبال ماتسوموتو یاماگا مربی‌گری کرده‌است.